# Bel Kaufman
Bella „Bel” Kaufman (n. 10 mai 1911, Berlin, Imperiul German – d. 25 iulie 2014, New York City, New York, SUA) a fost o profesoară și o scriitoare americană, cunoscută în special pentru romanul Up the Down Staircase, considerat unul dintre cele mai bune ale anului 1965.
S-a născut în Germania în familia unor evrei intelectuali (tatăl era medic, iar mama scriitoare) de origine rusă, motiv pentru care copilăria și-o petrece în Odessa, apoi la Kiev. În 1922, la numai 12 ani, emigrează  împreună cu familia în SUA.
Romanul care a făcut-o celebră, Up the Down Staircase, s-a situat timp de peste un an pe lista de bestseller-uri a publicației New York Times și s-a vândut în peste șase milioane de exemplare în toată lumea.
Născută Belle Kaufman, 1911, la Berlin; a emigrat în Rusia; apoi în Statele Unite, c. 1923; fiica lui Michael J. (medic) și Lola (scriitor; nume de fată, Rabinowitz) Kaufman; al doilea soț căsătorit; copii: (prima căsătorie) Jonathan Goldstine, Thea Goldstine. 
Studii: Hunter College (acum Hunter College of the City University of New York), B.A. (magna cum laude), 1934; Universitatea Columbia, M.A. (cu cele mai înalte distincții). 
Hobby-uri și alte interese: călătorii, ciclism, mâzgăli, scris versuri amuzante.
În timp ce preda, Kaufman a început să scrie și să publice povestirile ei scurte la sfârșitul anilor 1930 și începutul anilor 1940. La acea vreme, Esquire era considerată exclusiv o revistă pentru domni; nu a publicat scris de femei. Când Kaufman a scris o nuvelă la începutul anilor 1940, intitulată „La Tigresse” despre o femeie fatală, agentul ei a sugerat că ar fi perfect pentru Esquire, dacă nu pentru faptul că ea era o scriitoare. Au decis să trimită povestea oricum, dar i-au scurtat prenumele real, Belle, la Bel mai androgin. Povestea a fost publicată în Esquire, iar autoarea și-a adoptat pseudonimul. 
Up the Down Staircase a fost inițial o nuvelă – lungă de doar trei pagini și jumătate – publicată în The Saturday Review pe 17 noiembrie 1962, sub titlul „Din coșul de gunoi al profesorului”. Gladys Justin Carr, pe atunci editor la Prentice-Hall, l-a contactat pe Kaufman după ce a citit-o și a încurajat-o să-și extindă povestea înfăptuită într-un roman de lungă durată.
Oferind portretul unui tânăr profesor care a împărtășit o mare parte din povestea lui Kaufman, cartea prezintă cariera Sylviei Barrett, o nouă profesoară în sistemul școlar public, și oferă o privire satirică asupra birocrației administrative pe care profesorii trebuie să o depășească pentru a-și îndeplini sarcinile. Romanul a fost lansat în 1964 și a petrecut 64 de săptămâni ca bestseller, dintre care cinci luni au fost petrecute în poziția numărul unu. Up the Down Staircase a fost tradus în șaisprezece limbi și s-a vândut în peste șase milioane de exemplare. Revista Time l-ar numi „cel mai popular roman despre școlile publice din SUA din istorie”. În 1967, a fost realizat un film bazat pe roman, cu Sandy Dennis în rolul principal și regizat de Robert Mulligan. Kaufman a servit ca consultant pentru film și a primit un mic rol cameo în calitate de unul dintre profesori care a intervenit cu doamna Barrett. Filmul a fost deschis la Radio City Music Hall din New York City și a fost ales să reprezinte Statele Unite la Festivalul de Film de la Moscova (unde titlul său a fost tradus Up the Staircase Leading Down). În iunie 1977, Up the Down Staircase a devenit o piesă și o alegere populară pentru multe producții de teatru din școlile publice. În timp ce cartea a fost de departe cea mai populară publicație a ei, lucrarea preferată a lui Kaufman a fost Love etc., un roman scris despre o femeie care se confruntă cu divorțul și care se reinventează în anii 1970. Contribuțiile lui Kaufman la conștientizarea socială au continuat cu mult dincolo de accesul celebrei ei cărți. Pe 7 decembrie 1987, ea a acceptat o invitație din partea ambasadei sovietice de a se alătura liderului rus Mihail Gorbaciov ca invitat la o recepție organizată pentru americani de seamă. În același an, ea a participat la Forumul internațional de la Moscova pentru o lume fără nucleare, la invitația Uniunii Sovietice. Acolo, ea a susținut un discurs despre „Rolul culturii în protejarea civilizației și a valorilor umane universale”. 
În cariera ei ulterioară, Kaufman s-a implicat în scrierea teatrală și în prelegeri și a fost un vorbitor public popular. După ce prima ei căsătorie s-a încheiat prin divorț în 1962, ea s-a asociat cu Sidney Gluck în anii 1970. Gluck a condus Fundația Memorială Sholem Aleichem, unde Kaufman era scaun de onoare. Fundația a fost creată pentru a-și comemora bunicul matern. Moștenirea literară a lui Aleichem a fost o sursă de mândrie și subiectul multor prelegeri ulterioare ale lui Kaufman.
Bel Kaufman a fost beneficiarul multor premii, inclusiv plăci UJA, ADL și Bonds for Israel, Premiul Broșat al Anului și Premiul National School Bell. Marea ei moștenire constă în literatura despre educația în America și în propagarea culturii evreiești.
Bel Kaufman s-a stins din viață pe 25 iulie 2014. „Nu era o persoană religioasă sau deosebit de spirituală, dar era foarte mândră să fie nepoata lui Sholem Aleichem”, a împărtășit fiica ei Thea, terapeut și pictor, Arhiva Femeilor Evreiești. „Când vorbea, avea audiențe în palmă. Mulți oameni o adorau și avea fani foarte conectați. A însemnat foarte mult pentru ea faptul că oamenii au răspuns profund. Ea poseda un puternic sentiment al propriei ei unici.” 

## Biobliografie
- https://jwa.org/encyclopedia/article/kaufman-bel
- https://www.encyclopedia.com/arts/culture-magazines/kaufman-bel-0
- Berger, Joseph. "At 100, Still a Teacher, and Quite a Character." New York Times, May 11, 2011, https://www.nytimes.com/2011/05/12/nyregion/bel-kaufman-at-100-still-a-teacher-and-a-jokester.html
- Ellenson, Ruth Andrew. "Bel Kaufman." Jewish Women: A Comprehensive Historical Encyclopedia. 27 February 2009. Jewish Women's Archive.
- Fox, Margalit. "Bel Kaufman, Who Told What School Was Really Like, Dies at 103." New York Times, July 25, 2014, https://www.nytimes.com/2014/07/26/arts/bel-kaufman-up-the-down-staircase-writer-dies-at-103.html
- Haberman, Clyde. "A Reading to Recall the Father of Tevye." New York Times, May 17, 2010, https://www.nytimes.com/2010/05/18/nyregion/18nyc.html